# Acer turcomanicum
Acer turcomanicum là một loài thực vật có hoa trong họ Bồ hòn. Loài này được Pojark. mô tả khoa học đầu tiên.